# Barrio obrero Ramón de Castro
El Barrio Obrero Ramón de Castro es un grupo de viviendas edificado en la primera década del siglo XX en la ciudad de Valencia, dentro de un programa de construcción de viviendas para obreros que incluía otros tres grupos. El de Ramón de Castro es el único que ha llegado hasta el siglo XXI, si bien solo lo han hecho 18 de las 34 viviendas que inicialmente lo constituían. Goza de protección como Bien de Relevancia Local.

## Historia
Durante los siglos XIX y XX se produjeron iniciativas en las grandes ciudades con la intención de facilitar un alojamiento digno a las personas que habían llegado recientemente a ellas fruto de la emigración desde el campo o bien a las que ya vivían en la ciudad pero lo hacían en viviendas insalubres. Fue dentro de esta línea de actuación, que en Valencia continuaría durante el siglo XX con las llamadas “casas baratas”, que se constituyó la Sociedad Constructora de Casas para Obreros en Valencia. Esta entidad promovió cuatro barriadas en lo que entonces era el extrarradio de la ciudad. La primera fue la barriada de San Juan de Ribera, que recibió el nombre de “General Pando”. La segunda estuvo en la calle del Lirio, en el barrio del Grao. La tercera se encontraba en el Camino de Algirós.
La cuarta barriada se edificó bajo la dirección del arquitecto José M Cortina, en el camino viejo de Valencia en Patraix y recibió el nombre de Ramón de Castro en honor al mecenas que la hizo posible.
Las viviendas se construyeron en 1906. La entrega oficial a los obreros que las habitaron tuvo lugar en 1910, con motivo de la visita de la reina Victoria Eugenia a Valencia con ocasión de la exposición regional.
Durante el siglo XX los demás grupos de viviendas obreras contemporáneos de este desaparecieron, y en el que nos ocupa se deribaron 16 de sus viviendas. Por otro lado, la desaparición de las vías permitió mejorar las condiciones del eje central común a las viviendas, que se convirtió en una zona ajardinada.

## Características

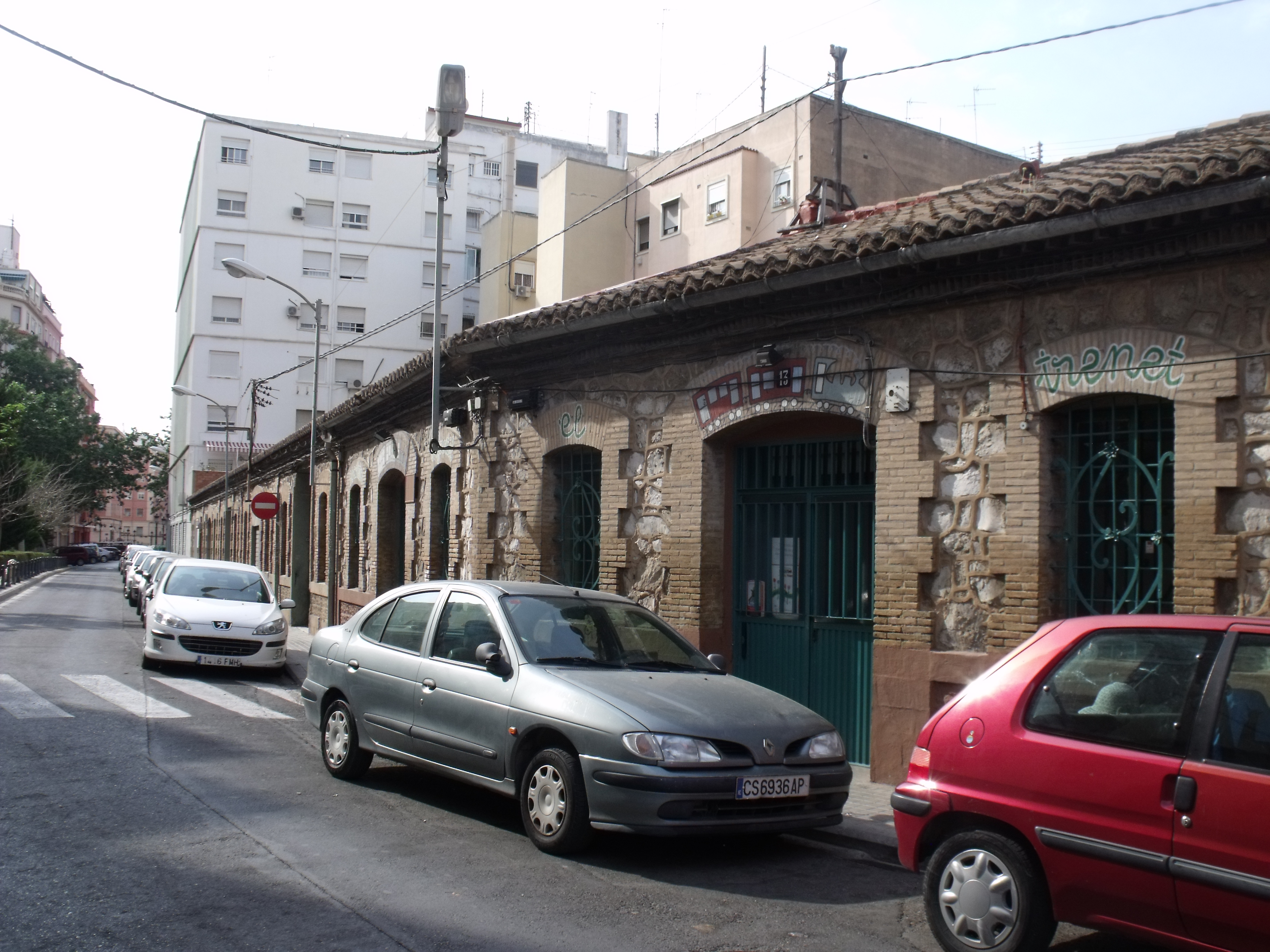
Fachadas del lado sur. Según la disposición original, la ventana de la izquierda da a un dormitorio y la de la derecha a una sala.

El grupo de viviendas Ramón de Castro compartía muchas características con los otros tres. Las viviendas se situaban formando dos hileras, con las fachadas enfrentadas y los corrales situados en la parte posterior de las mismas. La vía a la que recaen las fachadas no es un camino preexistente, sino que se traza en el interior de la parcela donde se edifican las viviendas; en el caso de este grupo se trataba del recorrido de la vía férrea de Valencia a Utiel. Las parcelas sobre las que se construyen son en origen de uso agrícola y se adquieren a bajo coste, lo que limitaba las opciones. Otra restricción importante a la localización era que los barrios habían de ser de pequeño tamaño, reflejando el temor de la burguesía a las concentraciones obreras. Otra manifestación de este temor es el uso de opciones que redujeran posibles conflictos, como evitar servidumbres haciendo que los patios posteriores llegaran hasta el límite de las propiedades vecinas o acotar la movilidad haciendo que las vías de acceso a las viviendas quedaran perpendiculares a la red viaria existente.

### Características de las viviendas del grupo Ramón de Castro

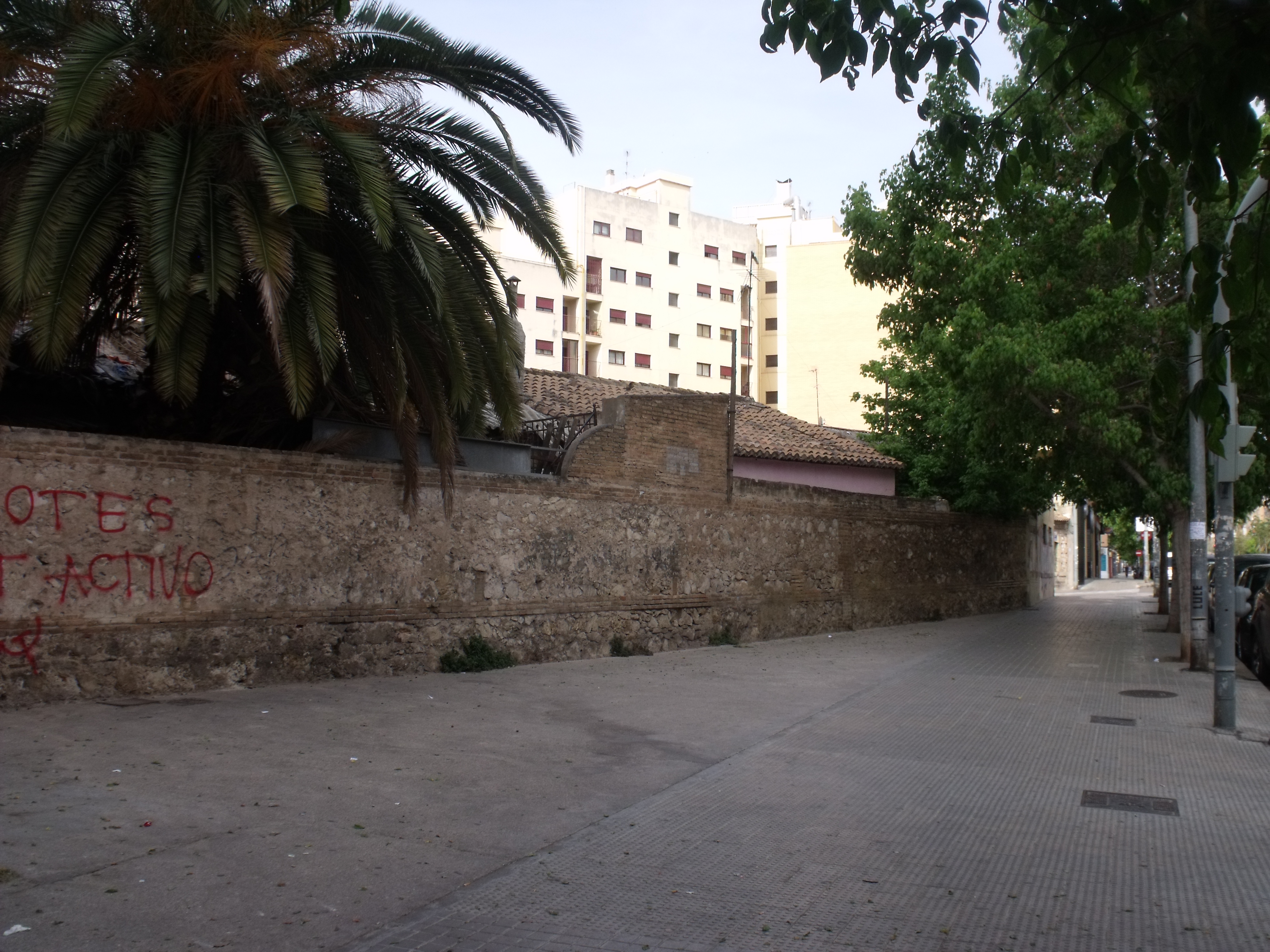
Muro de los corrales del lado norte. Carecen de accesos u otros vanos, tal como habían previsto los promotores.

Todas las viviendas son de una única planta. Sus fachadas son de nueve a diez metros de ancho y la superficie de cada casa es de unos 120 metros cuadrados. La construcción es de piedra y ladrillo, con azulejo en el interior, y se considera fuerte y resistente.
La distribución interna proporciona dos dormitorios, dos salas -de las cuales una no tiene ventanas al exterior-, comedor y cocina, más una entrada que hace de distribuidor. Uno de los dormitorios y una de las salas tienen ventanas a la calle, mientras que el otro dormitorio y la cocina las tienen al corral. Es en el corral donde se encuentra el pozo -junto a la cocina- y el excusado, en ambos casos adosados a la vivienda.
La estructura de los edificios combina elementos tradicionales valencianos con otros, normalmente buscando una economía de recursos y facilitar la sistematización de la construcción. Así los edificios son a dos crujías y con muros portantes paralelos a la calle; la distribución de la planta es en tres partes, con el acceso por el espacio central. Estas características también aparecen en la arquitectura tradicional valenciana -por ejemplo en las casas a dos mans- pero en este caso se modifican: la cocina y el comedor no forman una única estancia, el muro central de carga se sustituye por dos machones, permitiendo que haya estancias que ocupen parte de las dos crujías. El tejado a dos aguas se orienta de forma que permite la agrupación en hilera.

## Clasificación y protección
El Barrio obrero Ramón de Castro está incluido en el Inventario General del Patrimonio Cultural Valenciano. Está incluido en la categoría de espacio etnológico de interés local, dentro de los bienes de relevancia local. Su número de código es 46.15.250-368.
El entorno de protección queda delimitado por una línea poligonal que se inicia en la esquina noreste de la parcela ubicada en calle Tres Forques 13 y en sentido antihorario sigue la alineación de la misma hacia el oeste hasta la esquina noroeste del número 27 de la calle Ramón de Castro. Sigue la línea por las traseras del barrio obrero, hasta alcanzar el número 1 de la calle Ramón de Castro, donde la línea sale a fachada de la misma calle, continúa por alineación de fachada hasta cruce con la calle Cuenca, donde gira y sigue por la fachada de los números pares de la calle Ramón de Castro hasta la esquina sureste de la fachada del número 24, donde gira hacia el norte hasta regresar al punto de origen.